# Vislanda
Vislanda is een plaats in de gemeente Alvesta in het landschap Småland en de provincie Kronobergs län in Zweden. De plaats heeft 1773 inwoners (2005) en een oppervlakte van 223 hectare.

## Verkeer en vervoer
Bij de plaats lopen de Riksväg 23 en Länsväg 126.
De plaats heeft ook een station op de spoorlijn Katrineholm - Malmö.